# Koldo Fernández

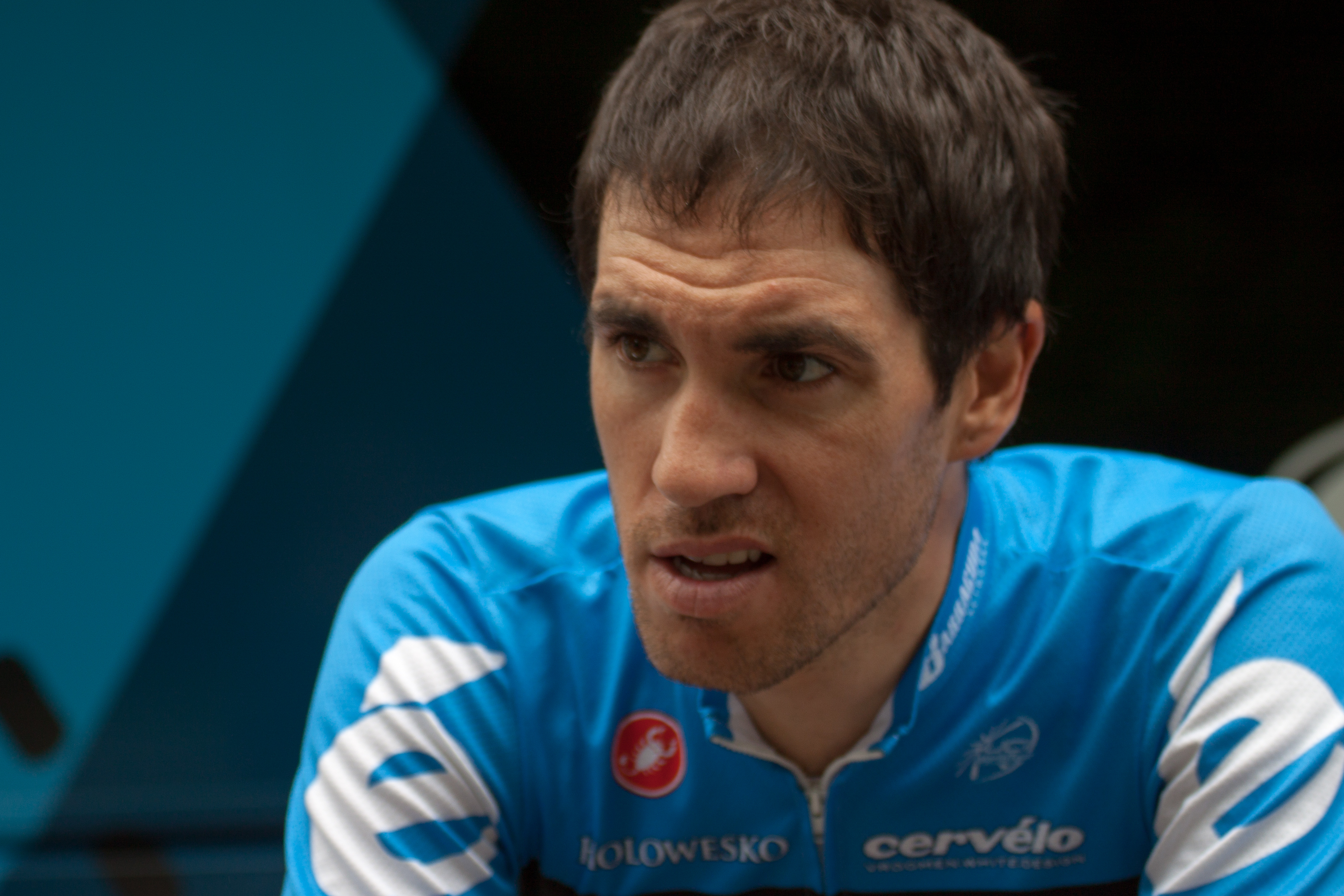
Koldo Fernández beim Critérium du Dauphiné Libéré 2012

Koldo Fernández de Larrea (* 13. September 1981 in Vitoria) ist ein ehemaliger spanischer Radrennfahrer.

## Karriere
Koldo Fernández wurde 1999 spanischer Meister in der Altersklasse der Junioren. 2004 bekam er seinen ersten Profivertrag bei dem baskischen Radsportteam Euskaltel-Euskadi und nahm mit diesem Team von 2005 bis 2011 an der UCI ProTour teil. Für diese Mannschaft gewann er bei Tirreno–Adriatico 2007 eine Etappe und damit sein einziger Karriereerfolg in der ProTour. In den folgenden Jahren gewann er zweimal die Tour de Vendée und einmal den Circuito de Getxo und verschiedene Abschnitte kleinerer Etappenrennen. Von 2012 bis zu seinem Laufbahnende 2014 fuhr er für das US-amerikanische Team Garmin-Sharp, konnte jedoch keine weiteren internationalen Erfolge erzielen.

## Erfolge
1999
- Spanischer Meister – Straßenrennen (Junioren)

2007
- eine Etappe Tirreno–Adriatico

2008
- eine Etappe und Punktewertung Murcia-Rundfahrt
- eine Etappe Vuelta a Castilla y León
- eine Etappe Euskal Bizikleta
- eine Etappe Burgos-Rundfahrt
- Tour de Vendée

2009
- eine Etappe Volta ao Algarve
- Circuito de Getxo
- eine Etappe Burgos-Rundfahrt

2010
- eine Etappe Burgos-Rundfahrt
- Tour de Vendée

## Platzierungen bei den Grand Tours
| Grand Tour            | 2006 | 2007 | 2008 | 2009 | 2010 | 2011 | 2012 | 2013 | 2014 |
| --------------------- | ---- | ---- | ---- | ---- | ---- | ---- | ---- | ---- | ---- |
| Giro d’ItaliaGiro     | DNF  | 136  | DNF  | –    | –    | –    | –    | –    | DNF  |
| Tour de FranceTour    | –    | –    | –    | DNF  | –    | –    | –    | –    | –    |
| Vuelta a EspañaVuelta | –    | 134  | 94   | –    | 141  | –    | 134  | DNF  | 86   |

## Teams
- 2004–2011 Euskaltel-Euskadi
- 2012–2014 Garmin-Sharp